# RAAF Base Wagga

i7
i11
i13
Die RAAF Base Wagga (früher RAAF Base Forest Hill (IATA-Code: WGA, ICAO-Code: YSWG)) ist eine RAAF-Basis 11 km südöstlich der Stadt Wagga Wagga.
Die Landebahnen werden inzwischen vom zivilen Flughafen Wagga Wagga genutzt.

## Geschichte
1939 kaufte die Australische Regierung die 120 Hektar große Farm Allonville und begann mit dem Bau des Flugplatzes. Am 29. Juli 1940 wurde die Basis eröffnet. Sie war Homebase der 2. Flying Training School, außerdem war sie Teil des britischen Commonwealth Air Training Plan (auch Empire Training Scheme). Die 31. Schwadron flog während des Zweiten Weltkrieges von ihr ab. Nach dem Krieg wurde die Ground Training School auf der Basis untergebracht, 1950 folgte die RAAF School of Technical Training. 1952 benannte man die Basis in RAAF Base Wagga um.
1985 wurde die School of Management and Training Technology auf der Basis eröffnet und 2004 geschlossen. 1998 kam die School of Postgraduate Studies hinzu, 1999 wurde der Ground Training Wing eröffnet, welcher 2008 mit dem RAAF College zusammengelegt wurde. Die School of Administration and Logistics Training wurde 2005 eröffnet, 2009 wurde der Ground Training Wing wieder aus dem RAAF College ausgegliedert, verblieb jedoch vor Ort.

## Luftfahrzeuge auf dem Gelände
Auf dem Gelände der Base Wagga stehen mehrere ausgemusterte Luftfahrzeuge als sogenannte „Gate Guardians“, darunter eine Dassault Mirage III, eine CAC Sabre, eine Gloster Meteor, eine English Electric Canberra sowie eine General Dynamics F-111.